# Вулелуа
Вулелуа (англ. Vulelua) или Нил-Айлет (англ. Neal Islet) — остров архипелага Соломоновы острова, административно относится к провинции Гуадалканал. Остров находится в бассейне Тихого океана менее чем в километре от северо-восточного побережья острова Гуадалканал. Вулелуа находится недалеко от Ласы и Мбалони, в 68 км от Хониары. На острове находится отель.